# Obersteinbach (Bad Heilbrunn)
Obersteinbach ist ein Gemeindeteil der Gemeinde Bad Heilbrunn im oberbayerischen Landkreis Bad Tölz-Wolfratshausen. Das Dorf liegt circa zwei Kilometer südlich von Bad Heilbrunn.

## Baudenkmäler
- Kapelle Mariä Empfängnis